# Sociedade Portuguesa de Autores
A Sociedade Portuguesa de Autores (ou SPA) MHIH • MHM • MHL • MHCa é uma cooperativa de responsabilidade limitada, fundada em Portugal em 1925. Tem por objetivo gerir direitos de autor.
Esta cooperativa atua através da representação dos autores portugueses de todas as disciplinas literárias e artísticas que nela estejam inscritos. Contava em 2017 com cerca de vinte e cinco mil inscritos, tendo legitimidade para representar em Portugal os autores de duzentas sociedades congéneres existentes em noventa países de todos os continentes.
Os órgãos sociais da cooperativa são constituídos por uma Assembleia Geral (Rui Vieira Nery, presidente, João David Nunes, vice-presidente, Renato Júnior e Mafalda Arnauth), por uma Direção (José Jorge Letria, presidente, Tozé Brito, vice-presidente, diretores dos vários setores) e por um Conselho Fiscal (Pedro Abrunhosa, Vitorino Salomé, na presidência, e mais quatro elementos). Na sua maioria, estas pessoas são músicos e cantores de música ligeira.

## História

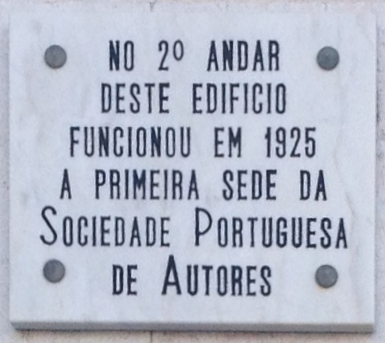
Placa evocativa da primeira sede da Sociedade Portuguesa de Autores

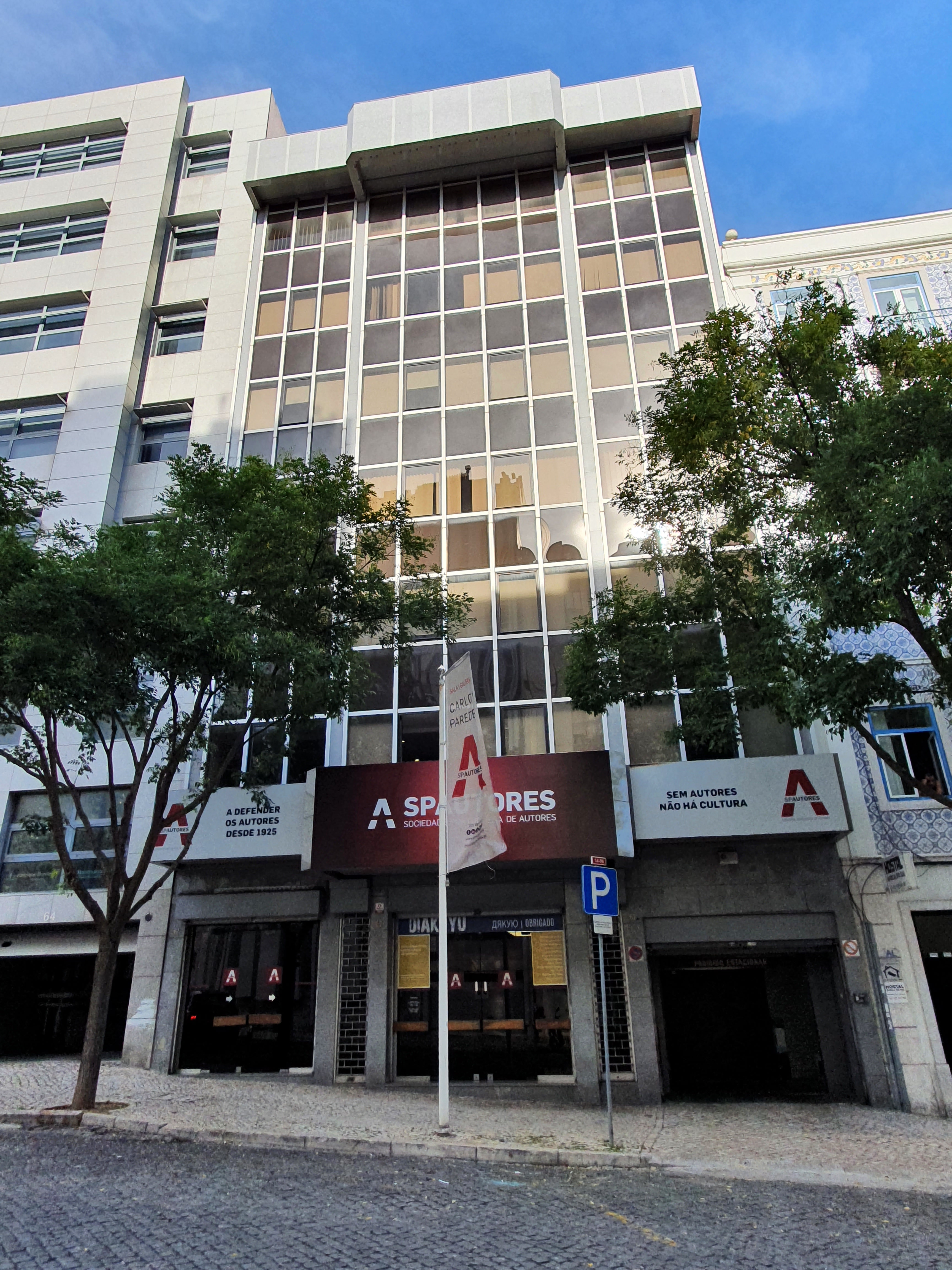
Edifício da Sociedade Portuguesa de Autores (próximo do edifício-sede) na Rua Gonçalves Crespo, em Lisboa

O primeiro presidente da SPA, que na altura se designava Sociedade de Escritores e Compositores Teatrais Portugueses, foi o escritor Júlio Dantas (1925-1928). Seguiram-se Félix Bermudes (1928-1960), José Galhardo (1960-1967), Carlos Selvagem (1968-1973), Luís Francisco Rebello (1973-2003), Manuel Freire (2003-2007) e José Jorge Letria (2007-atualidade).
Em 2010, uma revisão dos Estatutos consagra a entrada dos editores para cooperadores e para a direção da SPA. É criado um conselho de administração, constituído por um presidente e vogais, que substituiu o administrador delegado e os seus adjuntos.

## Funções
- Autoriza a utilização das obras dos titulares de direitos de autor que representa, fixando as respetivas condições de utilização e cobrando os direitos respetivos, distribuindo-os pelos respecivos titulares. Um dos exemplos disso é o acordo com o YouTube, assinado em junho de 2014.[5]

- Complementarmente,[6] desempenha funções de carácter social e cultural. Um dos exemplos dessa atividade são as galas, que têm ampla difusão televisiva[carece de fontes?], em particular na RTP2, servindo as partes nisso envolvidas pelo seu impacto mediático.[7]

## Reportório
- Obras literárias, originais, traduzidas ou adaptadas
- Obras dramáticas e dramático-musicais e respetiva encenação
- Obras musicais, com ou sem letra
- Obras coreográficas.
- Obras radiofónicas, televisivas, cinematográficas e multimédia
- Obras de artes plásticas, arquitetura, urbanismo, design e fotográficas
- Obras publicitárias
- Obras informáticas (programas de computador)

## Tomadas de posição
Em 2012, a SPA manifestou-se contra os direitos de autor deixarem de estar isentos de pagar o imposto do IVA. O atual presidente, José Jorge Letria, que também é escritor, afirmou  que "não faz sentido penalizar os autores desta forma. A muitos deles só lhes resta deixar de criar e procurar outras profissões para subsistir, ou então emigrar".
Em janeiro de 2013, a SPA tomou uma posição contra o novo acordo ortográfico, recusando-se a implementá-lo e utilizá-lo, por muitos dos seus membros estarem contra as novas regras ortográficas. Em Portugal, a nova grafia passou a ser utilizada nas escolas em 2011 e nos organismos do Estado em 2012.

## Presença nos média
Resultante de uma parceria com a TVI, a SPA produz, há mais de uma década, o programa semana Autores, que é emitido atualmente pela TVI, nas madrugadas de terça para quarta-feira, e na TVI África, de segunda a sexta, sendo também disponibilizado para streaming através do TVI Player. O programa  também já marcou presença no extinto canal TVI24, na TVI Ficção e na TVI Internacional. O Autores venceu o Troféu de Televisão Impala em 2017 e voltou a ser nomeado para o mesmo prémio em 2021.
Em 2023, a SIC passou a emitir o progama Todas as Artes, também produzido em parceria com a SPA. O progama passa na SIC generalista nas madrugadas de quinta para sexta-feira, sendo disponibilizado para streaming através do site da SIC Notícias. A SPA também já chegou a ter dois outros programas no canal SIC Notícias: Autores Fora de Horas, em meados da década de 2010, e Original É a Cultura, emitido entre 2019 e 2022.

## Controvérsias
A Sociedade Portuguesa de Autores esteve, ao longo dos anos, envolvida em vários casos controversos que lhe valeram críticas e condenações em tribunal.
Tem sido criticada por muitos artistas e membros da sociedade civil, nomeadamente no âmbito do seu envolvimento na revisão à Lei da Cópia Privada, de acordo com a qual os consumidores finais deveriam pagar uma taxa à SPA por cada cópia que, em teoria, permita reproduzir uma obra com direitos de autor. Segundo essa revisão à lei, passariam a ser alvo de uma taxa especial todos os computadores, discos rígidos, máquinas fotográficas, cartões de memória e fotocopiadoras, mesmo que nunca viessem a ser usadas com propósitos ilegais (ou mesmo que, ironicamente, fossem usadas pelos próprios artistas para criar e armazenar os seus conteúdos). António Vitorino alertou para o facto de esta lei, se aprovada, vir a taxar duplamente os consumidores, e o CDS-PP, partido da coligação governante na legislatura de então, afirmou não ver necessidade na revisão da lei existente, que já taxava alguns suportes físicos, como o CD, o DVD e a cassete.

## Lemas
- "A Defesa do direito de autor é a garantia da defesa do património e dos valores culturais"
- "Autores: a alavanca criativa de todos os milénios"

## Distinções
- Grau de membro honorário da Ordem do Infante D. Henrique (26 de abril de 1985)[17]
- Grau de membro honorário da Ordem do Mérito (22 de maio de 1995)[17]
- Grau de membro honorário da Ordem da Liberdade (20 de maio de 2016)[17]
- Grau de membro honorário da Ordem de Camões (7 de abril de 2025)[17]

## Artigos relacionados
- Lei dos Direitos de Autor da União Europeia